# Confederación Verde
La Confederación Verde (Vanuatu Grin Konfederesen en bislama, Confédération des Verts Vanuatu en francés y Green Confederation en inglés) es un partido verde de Vanuatu. 
En sus primeras elecciones en 2002 el partido obtuvo 2 escaños con el 4.68% de los votos, más tarde  en las elecciones de 2004 vio aumentada su representación a 3 escaños.
En las elecciones generales de 2008 el partido perdió un escaño posicionándose con 2 escaños en el Parlamento, que luego aumentaron a 3 en las elecciones de 2012 con el 3.5% de los votos.
Su número de escaños en el Parlamento volvió a caer luego de las elecciones de 2016 en donde solo obtuvo 2 escaños, más sin embargo luego de las elecciones de 2020 el partido ha tenido su peor caída en representación desde su fundación hasta el momento, con solo un escaño.
Luego de las elecciones de 2020, Willie Saetearoto, su único miembro elegido al Parlamento, fue escogido para el cargo de ministro de desarrollo y formación de la juventud.